# NBL 2021/22
Die NBL 2021/22 war die 44. Austragung der australasischen National Basketball League. Die mit neun Teams aus Australien und einem Team aus Neuseeland ausgetragene Meisterschaft begann am 3. Dezember 2021 und endete am 11. Mai 2022. Im Finale konnten sich die Sydney Kings in der Best-of-Five-Serie gegen die Tasmania JackJumpers in drei Spielen durchsetzen und damit ihren vierten Meistertitel erringen.

## Modus
Jedes Team trägt in der regulären Saison 14 Heim- und 14 Auswärtsspiele aus. Die in der Endtabelle auf den ersten vier Plätzen stehenden Teams qualifizieren sich für die Playoffs. Das beste Team der Hauptrunde spielt im Halbfinale gegen den Vierten, während der Zweite gegen den Dritten spielt. Im Halbfinale gilt der best of three modus, während im Finale der Best-of-Five-Modus angewendet wird.

## Mannschaften
| Mannschaft             | Stadt                       | Land       | Austragungsorte                          | Plätze |
| ---------------------- | --------------------------- | ---------- | ---------------------------------------- | ------ |
| Adelaide 36ers         | Adelaide, South Australia   | Australien | Adelaide Entertainment Centre            | 11.300 |
| Brisbane Bullets       | Brisbane, Queensland        | Australien | Nissan Arena                             | 5.000  |
| Cairns Taipans         | Cairns, Queensland          | Australien | Cairns Convention Centre                 | 5.300  |
| Illawarra Hawks        | Wollongong, New South Wales | Australien | WIN Entertainment Centre                 | 6.000  |
| Melbourne United       | Melbourne, Victoria         | Australien | John Cain Arena                          | 10.175 |
| New Zealand Breakers   | Auckland                    | Neuseeland | Spark Arena                              | 9.300  |
| New Zealand Breakers   | Hobart                      | Australien | MyState Bank Arena                       | 4.865  |
| New Zealand Breakers   | Bendigo                     | Australien | Bendigo Stadium                          | 4.000  |
| Perth Wildcats         | Perth, Western Australia    | Australien | RAC Arena                                | 14.800 |
| S.E. Melbourne Phoenix | Melbourne, Victoria         | Australien | John Cain Arena                          | 10.500 |
| S.E. Melbourne Phoenix | Melbourne, Victoria         | Australien | State Basketball Centre                  | 3.200  |
| S.E. Melbourne Phoenix | Traralgon                   | Australien | Gippsland Regional Indoor Sports Stadium | 3.000  |
| Sydney Kings           | Sydney, New South Wales     | Australien | Sydney SuperDome                         | 18.200 |
| Tasmania JackJumpers   | Hobart, Tasmanien           | Australien | MyState Bank Arena                       | 4.340  |
| Tasmania JackJumpers   | Launceston                  | Australien | Silverdome                               | 4.000  |

## Personal und Sponsoring
| Mannschaft             | Trainer        | Kapitän                  | Hauptsponsor       | Ausrüster |
| ---------------------- | -------------- | ------------------------ | ------------------ | --------- |
| Adelaide 36ers         | C. J. Bruton   | Mitch McCarron           | Walker Corporation | Champion  |
| Brisbane Bullets       | James Duncan   | Jason Cadee              | St. Genevieve      | Champion  |
| Cairns Taipans         | Adam Forde     | Scott Machado            | CQUniversity       | Champion  |
| Illawarra Hawks        | Brian Goorjian | Andrew Ogilvy            | Pepper Money       | Champion  |
| Melbourne United       | Dean Vickerman | Chris Goulding           | SodaStream         | Champion  |
| New Zealand Breakers   | Dan Shamir     | Thomas Abercrombie       | Sky Sport          | Champion  |
| Perth Wildcats         | Scott Morrison | Jesse Wagstaff           | Pentanet           | Champion  |
| S.E. Melbourne Phoenix | Simon Mitchell | Kyle Adnam               | Mountain Goat Beer | Champion  |
| Sydney Kings           | Chase Buford   | Shaun Bruce Xavier Cooks | Brydens Lawyers    | Champion  |
| Tasmania JackJumpers   | Scott Roth     | Clint Steindl            | Spirit of Tasmania | Champion  |

## Trainerwechsel
| Team                 | 2020/21        | 2021/22        |
| -------------------- | -------------- | -------------- |
| Adelaide 36ers       | Conner Henry   | C. J. Bruton   |
| Brisbane Bullets     | Andrej Lemanis | James Duncan   |
| Cairns Taipans       | Mike Kelly     | Adam Forde     |
| Sydney Kings         | Adam Forde     | Chase Buford   |
| Perth Wildcats       | Trevor Gleeson | Scott Morrison |
| Tasmania JackJumpers |                | Scott Roth     |

## Tabelle
Abschlusstabelle nach Ende der Hauptrunde
- Für die Play-offs qualifiziert

| Pl.  | Team                   | Spiele | Siege | Niederlagen | Siegquote | Punkte+ | Punkte- | Punktedifferenz | Heimbilanz | Auswärtsbilanz |
| ---- | ---------------------- | ------ | ----- | ----------- | --------- | ------- | ------- | --------------- | ---------- | -------------- |
| 01.  | Melbourne United       | 28     | 20    | 8           | 71,43 %   | 2455    | 2244    | +211            | 8:5        | 11:3           |
| 02.  | Illawarra Hawks        | 28     | 19    | 9           | 67,86 %   | 2498    | 2345    | +153            | 8:6        | 11:3           |
| 03.  | Sydney Kings           | 28     | 19    | 9           | 67,86 %   | 2397    | 2313    | +84             | 9:5        | 10:4           |
| 04.  | Tasmania JackJumpers   | 28     | 17    | 11          | 60,71 %   | 2230    | 2220    | +10             | 8:6        | 9:5            |
| 05.  | Perth Wildcats         | 28     | 16    | 12          | 57,14 %   | 2495    | 2377    | +118            | 7:7        | 9:5            |
| 06.  | S.E. Melbourne Phoenix | 28     | 15    | 13          | 53,57 %   | 2456    | 2424    | +32             | 7:7        | 8:6            |
| 07.  | Adelaide 36ers         | 28     | 10    | 18          | 35,71 %   | 2283    | 2346    | −63             | 6:8        | 4:10           |
| 08.  | Brisbane Bullets       | 28     | 10    | 18          | 25,71 %   | 2370    | 2500    | −130            | 6:8        | 4:10           |
| 09.  | Cairns Taipans         | 28     | 9     | 19          | 32,14 %   | 2228    | 2408    | −180            | 5:9        | 4:10           |
| 010. | New Zealand Breakers   | 28     | 5     | 23          | 17,86 %   | 2234    | 2478    | −244            | 2:12       | 3:11           |

## Play-offs

### Modus
Die auf den ersten vier Plätzen der Abschlusstabelle der regulären Saison platzierten Mannschaften qualifizieren sich für die Play-offs. Die beste Mannschaft tritt dabei gegen die viertbeste und die zweitbeste gegen die drittbeste Mannschaft an. Das Halbfinale wird im Best-of-three-Modus und das Finale im Best-of-five-Modus entschieden.

### Spiele
|  | Halbfinale | Halbfinale           | Halbfinale           | Halbfinale | Halbfinale |    |                 | Finale | Finale | Finale | Finale | Finale | Finale | Finale |
|  |            |                      |                      |            |            |    |                 |        |        |        |        |        |        |        |
|  | 1          | Melbourne United     | 74                   | 72         | 73         |    |                 |        |        |        |        |        |        |        |
|  | 4          | Tasmania JackJumpers | 63                   | 79         | 76         |    |                 |        |        |        |        |        |        |        |
|  | 4          | Tasmania JackJumpers | 63                   | 79         | 76         | 3  | Sydney Kings    | 95     | 90     | 97     |        |        |        |        |
|  |            |                      |                      |            |            | 3  | Sydney Kings    | 95     | 90     | 97     |        |        |        |        |
|  |            | 4                    | Tasmania JackJumpers | 78         | 86         | 88 |                 |        |        |        |        |        |        |        |
|  | 2          | 4                    | Tasmania JackJumpers | 78         | 86         | 88 | Illawarra Hawks | 79     | 87     |        |        |        |        |        |
|  | 2          |                      |                      |            |            |    |                 |        | 87     |        |        |        |        |        |
|  | 3          | Sydney Kings         | 89                   | 99         |            |    |                 |        |        |        |        |        |        |        |

### Spielstatistiken
Halbfinale
| 28. April 2022 19:30 Uhr | boxscore report | Melbourne United 74, Tasmania JackJumpers 63               | Melbourne United 74, Tasmania JackJumpers 63 | Melbourne United 74, Tasmania JackJumpers 63                    | John Cain Arena, Melbourne Zuschauer: 5268 Schiedsrichter: C. Reid, M. Hare, N. Fernandez | ESPN Australia |
| 28. April 2022 19:30 Uhr | boxscore report | Punkte pro Viertel: 20:15, 21:21, 21:7, 12:20              |                                              |                                                                 | John Cain Arena, Melbourne Zuschauer: 5268 Schiedsrichter: C. Reid, M. Hare, N. Fernandez | ESPN Australia |
| 28. April 2022 19:30 Uhr | boxscore report | Punkte: Agada 16 Rebounds: White 10 Assists: Dellavedova 5 |                                              | Punkte: Adams 16 Rebounds: Adams, Krslovic 5 Assists: Magette 6 | John Cain Arena, Melbourne Zuschauer: 5268 Schiedsrichter: C. Reid, M. Hare, N. Fernandez | ESPN Australia |
| 28. April 2022 19:30 Uhr | boxscore report | Melbourne United führt in der Serie 1:0                    |                                              |                                                                 | John Cain Arena, Melbourne Zuschauer: 5268 Schiedsrichter: C. Reid, M. Hare, N. Fernandez | ESPN Australia |

| 30. April 2022 20:30 Uhr | boxscore report | Tasmania JackJumpers 79, Melbourne United 72                         | Tasmania JackJumpers 79, Melbourne United 72 | Tasmania JackJumpers 79, Melbourne United 72                                         | MyState Bank Arena, Hobart Zuschauer: 4865 Schiedsrichter: C. Reid, N. Fernandez, M. Hare | ESPN Australia |
| 30. April 2022 20:30 Uhr | boxscore report | Punkte pro Viertel: 17:12, 21:22, 21:25, 20:13                       |                                              |                                                                                      | MyState Bank Arena, Hobart Zuschauer: 4865 Schiedsrichter: C. Reid, N. Fernandez, M. Hare | ESPN Australia |
| 30. April 2022 20:30 Uhr | boxscore report | Punkte: McVeigh 15 Rebounds: Magette, McDaniel 5 Assists: Bairstow 4 |                                              | Punkte: Goulding 18 Rebounds: White 8 Assists: Agada, Dellavedova, Ili, Lual-Acuil 3 | MyState Bank Arena, Hobart Zuschauer: 4865 Schiedsrichter: C. Reid, N. Fernandez, M. Hare | ESPN Australia |
| 30. April 2022 20:30 Uhr | boxscore report | Serie ausgeglichen 1:1                                               |                                              |                                                                                      | MyState Bank Arena, Hobart Zuschauer: 4865 Schiedsrichter: C. Reid, N. Fernandez, M. Hare | ESPN Australia |

| 2. Mai 2022 19:30 Uhr | boxscore report | Melbourne United 73, Tasmania JackJumpers 76             | Melbourne United 73, Tasmania JackJumpers 76 | Melbourne United 73, Tasmania JackJumpers 76             | John Cain Arena, Melbourne Zuschauer: 4816 Schiedsrichter: C. Reid, M. Hare, J. Griguol | ESPN Australia |
| 2. Mai 2022 19:30 Uhr | boxscore report | Punkte pro Viertel: 25:21, 15:19, 14:20, 19:16           |                                              |                                                          | John Cain Arena, Melbourne Zuschauer: 4816 Schiedsrichter: C. Reid, M. Hare, J. Griguol | ESPN Australia |
| 2. Mai 2022 19:30 Uhr | boxscore report | Punkte: Ili 18 Rebounds: White 15 Assists: Dellavedova 7 |                                              | Punkte: Adams 30 Rebounds: McIntosh 9 Assists: Magette 7 | John Cain Arena, Melbourne Zuschauer: 4816 Schiedsrichter: C. Reid, M. Hare, J. Griguol | ESPN Australia |
| 2. Mai 2022 19:30 Uhr | boxscore report | Tasmania JackJumpers gewinnt die Serie 2:1               |                                              |                                                          | John Cain Arena, Melbourne Zuschauer: 4816 Schiedsrichter: C. Reid, M. Hare, J. Griguol | ESPN Australia |

| 29. April 2022 19:30 Uhr | boxscore report | Illawarra Hawks 79, Sydney Kings 89                         | Illawarra Hawks 79, Sydney Kings 89 | Illawarra Hawks 79, Sydney Kings 89                          | WIN Entertainment Centre, Wollongong Zuschauer: 5621 Schiedsrichter: V. Mayberry, M. Aylen, R. Woolcock | ESPN Australia |
| 29. April 2022 19:30 Uhr | boxscore report | Punkte pro Viertel: 24:22, 9:30, 24:22, 22:15               |                                     |                                                              | WIN Entertainment Centre, Wollongong Zuschauer: 5621 Schiedsrichter: V. Mayberry, M. Aylen, R. Woolcock | ESPN Australia |
| 29. April 2022 19:30 Uhr | boxscore report | Punkte: Reath 26 Rebounds: Reath 11 Assists: Rathan-Mayes 4 |                                     | Punkte: Adams 30 Rebounds: Cooks, Martin 10 Assists: Adams 5 | WIN Entertainment Centre, Wollongong Zuschauer: 5621 Schiedsrichter: V. Mayberry, M. Aylen, R. Woolcock | ESPN Australia |
| 29. April 2022 19:30 Uhr | boxscore report | Sydney Kings führt in der Serie 1:0                         |                                     |                                                              | WIN Entertainment Centre, Wollongong Zuschauer: 5621 Schiedsrichter: V. Mayberry, M. Aylen, R. Woolcock | ESPN Australia |

| 1. Mai 2022 15:00 Uhr | boxscore report | Sydney Kings 99, Illawarra Hawks 87                         | Sydney Kings 99, Illawarra Hawks 87 | Sydney Kings 99, Illawarra Hawks 87                                | Sydney Super Dome, Sydney Zuschauer: 9824 Schiedsrichter: V. Mayberry, M. Aylen, D. Lyons | 10 Peach |
| 1. Mai 2022 15:00 Uhr | boxscore report | Punkte pro Viertel: 22:23, 22:31, 25:13, 30:20              |                                     |                                                                    | Sydney Super Dome, Sydney Zuschauer: 9824 Schiedsrichter: V. Mayberry, M. Aylen, D. Lyons | 10 Peach |
| 1. Mai 2022 15:00 Uhr | boxscore report | Punkte: Adams 29 Rebounds: Cooks 11 Assists: Adams, Cooks 3 |                                     | Punkte: Harvey 21 Rebounds: Cleveland 12 Assists: Harvey, Jessup 3 | Sydney Super Dome, Sydney Zuschauer: 9824 Schiedsrichter: V. Mayberry, M. Aylen, D. Lyons | 10 Peach |
| 1. Mai 2022 15:00 Uhr | boxscore report | Sydney Kings gewinnt die Serie mit 2:0                      |                                     |                                                                    | Sydney Super Dome, Sydney Zuschauer: 9824 Schiedsrichter: V. Mayberry, M. Aylen, D. Lyons | 10 Peach |

Finale
| 6. Mai 2022 19:30 Uhr | boxscore report | Sydney Kings 95, Tasmania JackJumpers 78             | Sydney Kings 95, Tasmania JackJumpers 78 | Sydney Kings 95, Tasmania JackJumpers 78                           | Sydney Super Dome, Sydney Zuschauer: 12765 Schiedsrichter: C. Reid, V. Mayberry, M. Aylen | ESPN Australia |
| 6. Mai 2022 19:30 Uhr | boxscore report | Punkte pro Viertel: 23:19, 20:21, 28:18, 24:20       |                                          |                                                                    | Sydney Super Dome, Sydney Zuschauer: 12765 Schiedsrichter: C. Reid, V. Mayberry, M. Aylen | ESPN Australia |
| 6. Mai 2022 19:30 Uhr | boxscore report | Punkte: Adams 18 Rebounds: Cooks 11 Assists: Cooks 7 |                                          | Punkte: McIntosh, McVeigh 14 Rebounds: Adams 8 Assists: Magette 10 | Sydney Super Dome, Sydney Zuschauer: 12765 Schiedsrichter: C. Reid, V. Mayberry, M. Aylen | ESPN Australia |
| 6. Mai 2022 19:30 Uhr | boxscore report | Sydney Kings führt in der Serie 1:0                  |                                          |                                                                    | Sydney Super Dome, Sydney Zuschauer: 12765 Schiedsrichter: C. Reid, V. Mayberry, M. Aylen | ESPN Australia |

| 8. Mai 2022 14:30 Uhr | boxscore report | Tasmania JackJumpers 86, Sydney Kings 90                  | Tasmania JackJumpers 86, Sydney Kings 90 | Tasmania JackJumpers 86, Sydney Kings 90                                         | MyState Bank Arena, Hobart Zuschauer: 4738 Schiedsrichter: M. Aylen, V. Mayberry, C. Reid | 10 Peach |
| 8. Mai 2022 14:30 Uhr | boxscore report | Punkte pro Viertel: 27:17, 21:27, 22:24, 16:22            |                                          |                                                                                  | MyState Bank Arena, Hobart Zuschauer: 4738 Schiedsrichter: M. Aylen, V. Mayberry, C. Reid | 10 Peach |
| 8. Mai 2022 14:30 Uhr | boxscore report | Punkte: Adams 36 Rebounds: Krslovic 10 Assists: Magette 5 |                                          | Punkte: Cooks, Martin, Vasiljevic 20 Rebounds: Cooks, Martin 10 Assists: Bruce 7 | MyState Bank Arena, Hobart Zuschauer: 4738 Schiedsrichter: M. Aylen, V. Mayberry, C. Reid | 10 Peach |
| 8. Mai 2022 14:30 Uhr | boxscore report | Sydney Kings führt in der Serie 2:0                       |                                          |                                                                                  | MyState Bank Arena, Hobart Zuschauer: 4738 Schiedsrichter: M. Aylen, V. Mayberry, C. Reid | 10 Peach |

| 11. Mai 2022 19:30 Uhr | boxscore report | Sydney Kings 97, Tasmania JackJumpers 88              | Sydney Kings 97, Tasmania JackJumpers 88 | Sydney Kings 97, Tasmania JackJumpers 88                | Sydney Super Dome, Sydney Zuschauer: 16149 Schiedsrichter: V. Mayberry, M. Aylen, C. Reid | ESPN Australia |
| 11. Mai 2022 19:30 Uhr | boxscore report | Punkte pro Viertel: 22:25, 25:23, 19:21, 31:19        |                                          |                                                         | Sydney Super Dome, Sydney Zuschauer: 16149 Schiedsrichter: V. Mayberry, M. Aylen, C. Reid | ESPN Australia |
| 11. Mai 2022 19:30 Uhr | boxscore report | Punkte: Cooks 23 Rebounds: Martin 17 Assists: Bruce 8 |                                          | Punkte: Adams 27 Rebounds: Magette 9 Assists: Magette 7 | Sydney Super Dome, Sydney Zuschauer: 16149 Schiedsrichter: V. Mayberry, M. Aylen, C. Reid | ESPN Australia |
| 11. Mai 2022 19:30 Uhr | boxscore report | Sydney Kings gewinnt die Serie 3:0                    |                                          |                                                         | Sydney Super Dome, Sydney Zuschauer: 16149 Schiedsrichter: V. Mayberry, M. Aylen, C. Reid | ESPN Australia |

### Meistermannschaft
| Nr. | Nat.               | Name                | Position       | Geburtsdatum | Größe  | Info |
| --- | ------------------ | ------------------- | -------------- | ------------ | ------ | ---- |
| 1   | Australien         | Jordan Hunter       | Center         | 20.08.1997   | 209 cm |      |
| 2   | Vereinigte Staaten | Jaylen Adams        | Guard          | 04.05.1996   | 188 cm |      |
| 3   | Australien         | Dejan Vasiljevic    | Guard          | 26.04.1997   | 190 cm |      |
| 4   | Australien         | Makur Maker         | Center         | 04.11.2000   | 211 cm | NS   |
| 5   | Australien         | Angus Glover        | Guard          | 08.09.1998   | 194 cm |      |
| 6   | Australien         | Jaylin Galloway     | Forward        | 21.09.192002 | 197 cm |      |
| 7   | Australien         | Shaun Bruce         | Guard          | 13.01.1991   | 192 cm |      |
| 8   | Sudsudan           | Matur Maker         | Forward/Center | 01.01.1998   | 208 cm |      |
| 9   | Australien         | Wani Swaka Lo Buluk | Guard/Forward  | 09.06.2001   | 194 cm |      |
| 10  | Australien         | Xavier Cooks        | Forward        | 19.09.1995   | 203 cm | C    |
| 12  | Vereinigte Staaten | Jarell Martin       | Forward        | 24.05.1994   | 208 cm | I    |
| 13  | Australien         | Tom Vodanovich      | Forward        | 28.07.1994   | 201 cm |      |
| 14  | Australien         | Biwali Bayles       | Guard          | 15.02.2002   | 185 cm | IN   |
| 20  | Australien         | Iggy Mitchell       | Guard          | 04.07.2003   | 193 cm | DP   |
| 21  | Vereinigte Staaten | Ian Clark           | Guard          | 07.03.1991   | 191 cm | I    |
| 30  | Australien         | Jayden Hodgson      | Guard          | 25.05.1997   | 190 cm |      |

| Nat.               | Name             | Position       |
| ------------------ | ---------------- | -------------- |
| Vereinigte Staaten | Chase Buford     | Head Coach     |
| Vereinigte Staaten | Kevin Lisch      | Assistenzcoach |
| Australien         | Fleur McIntyre   | Assistenzcoach |
| Australien         | Lachlan Lonergan | Assistenzcoach |
| Australien         | Daniel Kickert   | Assistenzcoach |

| Abk. | Bedeutung          |
| ---- | ------------------ |
| Nr.  | Trikotnummer       |
| Nat. | Nationalität       |
| C    | Mannschaftskapitän |
| DP   | Development Player |
| I    | Import player      |
| NS   | Next Star Player   |

## Spielerstatistiken
Alle Statistiken beziehen sich auf die reguläre Saison + die Play-off-Spiele.
| Platz | Name           | Team                   | Spiele | Schnitt |
| ----- | -------------- | ---------------------- | ------ | ------- |
| 1.    | Bryce Cotton   | Perth Wildcats         | 28     | 22,7    |
| 2.    | Jaylen Adams   | Sydney Kings           | 24     | 20,8    |
| 3.    | Mitchell Creek | S.E. Melbourne Phoenix | 28     | 20,5    |
| 4.    | Victor Law     | Perth Wildcats         | 26     | 20,3    |
| 5.    | Robert Franks  | Adelaide 36ers         | 27     | 18,2    |

| Platz | Name              | Team             | Spiele | Schnitt |
| ----- | ----------------- | ---------------- | ------ | ------- |
| 1.    | Xavier Cooks      | Sydney Kings     | 31     | 10,0    |
| 2.    | Stephen Zimmerman | Cairns Taipans   | 16     | 9,6     |
| 3.    | Jo Lual-Acuil     | Melbourne United | 30     | 8,9     |
| 4.    | Robert Franks     | Adelaide 36ers   | 27     | 8,9     |
| 5.    | Jarell Martin     | Adelaide 36ers   | 31     | 8,4     |

| Platz | Name           | Team                 | Spiele | Schnitt |
| ----- | -------------- | -------------------- | ------ | ------- |
| 1.    | Josh Magette   | Tasmania JackJumpers | 34     | 5,9     |
| 2.    | Jaylen Adams   | Sydney Kings         | 24     | 5,8     |
| 3.    | Tahjere McCall | Cairns Taipans       | 22     | 5,6     |
| 4.    | Scott Machado  | Cairns Taipans       | 18     | 5,3     |
| 5.    | Mitch McCarron | New Zealand Breakers | 27     | 4,9     |

| Platz | Name               | Team                 | Spiele | Schnitt |
| ----- | ------------------ | -------------------- | ------ | ------- |
| 1.    | Mitch McCarron     | New Zealand Breakers | 27     | 2,0     |
| 2.    | Peyton Siva        | Illawarra Hawks      | 23     | 2,0     |
| 3.    | Antonius Cleveland | Adelaide 36ers       | 30     | 2,0     |
| 4.    | Tahjere McCall     | Cairns Taipans       | 22     | 1,9     |
| 5.    | Tyler Harvey       | Illawarra Hawks      | 28     | 1,7     |

| Platz | Name          | Team                   | Spiele | Schnitt |
| ----- | ------------- | ---------------------- | ------ | ------- |
| 1.    | Jo Lual-Acuil | Melbourne United       | 30     | 2,3     |
| 2.    | Xavier Cooks  | Sydney Kings           | 31     | 2,2     |
| 3.    | Will Magnay   | Tasmania JackJumpers   | 11     | 2,1     |
| 4.    | Zhou Qi       | S.E. Melbourne Phoenix | 24     | 2,0     |
| 5.    | Duop Reath    | Illawara Hawks         | 30     | 1,6     |

## Auszeichnungen
- Most Valuable Player der regulären Saison (Andrew Gaze Trophy): Jaylen Adams (Sydney Kings)
- Rookie of the Year: Bul Kuol (Cairns Taipans)
- Best Defensive Player (Damian Martin Trophy): Antonius Cleveland (Illawarra Hawks)
- Best Sixth Man: Shea Ili (Melbourne United)
- Most Improved Player: Keanu Pinder (Cairns Taipans)
- Fans MVP: Kai Sotto (Adelaide 36ers)
- Coach of the Year (Lindsay Gaze Trophy): Scott Roth (Tasmania JackJumpers)
- Executive of the Year: Simon Edwards (New Zealand Breakers)
- Referee of the Year: Vaughan Mayberry
- GameTime by Kmart: Jack McVeigh (Tasmania JackJumpers)
- All-NBL First Team:
  - Bryce Cotton (Perth Wildcats)
  - Jaylen Adams (Sydney Kings)
  - Antonius Cleveland (Illawarra Hawks)
  - Vic Law (Perth Wildcats)
  - Jo Lual-Acuil (Melbourne United)
- All-NBL Second Team:
  - Matthew Dellavedova (Melbourne United)
  - Josh Adams (Tasmania JackJumpers)
  - Chris Goulding (Melbourne United)
  - Mitch Creek (S.E. Melbourne Phoenix)
  - Xavier Cooks (Sydney Kings)

- Grand Final Series MVP (Larry Sengstock Medal): Xavier Cooks (Sydney Kings)

## Weblink
- Offizielle Website der NBL (englisch)

1979 |
1980 |
1981 |
1982 |
1983 |
1984 |
1985 |
1986 |
1987 |
1988 |
1989 |
1990 |
1991 |
1992 |
1993 |
1994 |
1995 |
1996 |
1997 |
1998 |
1998/99 |
1999/00 |
2000/01 |
2001/02 |
2002/03 |
2003/04 |
2004/05 |
2005/06 |
2006/07 |
2007/08 |
2008/09 |
2009/10 |
2010/11 |
2011/12 |
2012/13 |
2013/14 |
2014/15 |
2015/16 |
2016/17 |
2017/18 |
2018/19 |
2019/20 |
2020/21 |
2021/22 |
2022/23 |
2023/24 |
2024/25 |
2025/26